# Sergiusz (Sokołow), biskup czernihowski
Sergiusz, imię świeckie: Iwan Iwanowicz Sokołow (ur. 1844, zm. 12 sierpnia?/24 sierpnia 1893 w Czernihowie) – rosyjski biskup prawosławny. 
Był synem kapłana prawosławnego służącego w eparchii smoleńskiej. W 1864 ukończył seminarium duchowne w Smoleńsku, po czym został zatrudniony jako nauczyciel w szkole duchownej w Bielsku. W 1876 ukończył Moskiewską Akademię Duchowną, w 1877 uzyskał tytuł naukowy docenta w katedrze historii zachodnich Kościołów chrześcijańskich; w 1880 otrzymał tytuł magistra teologii. 6 sierpnia 1883 złożył wieczyste śluby mnisze, dzień później został hierodiakonem, zaś 8 sierpnia tego samego roku – hieromnichem. W roku następnym otrzymał godność archimandryty i został zatrudniony jako rektor seminarium duchownego w Mohylewie. Od 1887 do 1888 na analogicznym stanowisku kierował seminarium duchownym w Penzie. 
11 maja 1888 w soborze Zwiastowania w Kazaniu miała miejsce jego chirotonia na wikariusza eparchii kazańskiej z tytułem biskupa czeboksarskiego. Od 1891 do 1893 był wikariuszem eparchii czernihowskiej z tytułem biskupa nowogrodzko-siewierskiego, zaś od marca do swojej śmierci w sierpniu 1893 kierował tą samą eparchią jako ordynariusz. 
Pochowany w monasterze Trójcy Świętej i św. Eliasza w Czernihowie.